# Willy Benz-Baenitz
Willy Benz-Baenitz (* 29. Dezember 1881 in Berlin als Willy Paul Max Benz; † 20. Februar 1957 in Bremen) war ein deutscher Kunstmaler.

## Biografie
Benz wuchs in Berlin auf. Er studierte Kunst an der Kunstakademie Berlin. Nach dem Studium kam er 1907 nach Bremen und wohnte in verschiedenen Wohnungen am Hafengebiet. 1923 zog er in die Hafenstraße Nr. 37 (heute Faulenstraße 116). Zunächst hieß er Benz und nannte sich später Benz-Baenitz. 
Hauptsächlich wirkte der vielseitige Künstler als Bildnis- und Historienmaler. Werke wie impressionistische Heide- und Feldlandschaften sowie auch Stillleben, aber auch Stadtbilder wie der Blick auf den Stephaniekirchplatz in Bremen von 1931 fertigte er zumeist in Öl an. Er spezialisierte sich auch auf die Porträtmalerei der Bremer Oberschicht vor allem von Kaufleuten. Mit dem Erlös aus seinen Werken konnte er aber nur ein bescheidenes Leben führen. Im Zweiten Weltkrieg wurde sein Haus ausgebombt und er verlor sein Atelier. Er wohnte noch in der Faulenstraße, bis er 1953 in die Mindener Straße in Bremen-Peterswerder umzog.  